# Claude de La Châtre de La Maisonfort
Pour les articles homonymes, voir La Châtre et Maisonfort.
Pour les autres membres de la famille, voir Louis de La Châtre.
 Claude II de La Châtre (1536-1614), gouverneur du Berry (1569-1588), seigneur et baron de La Maisonfort, est un capitaine catholique des guerres de religion qui fut créé Maréchal de France.

## Biographie
Claude II de La Châtre appartient à une vieille famille féodale du Berry. Fils de Claude Ier de La Châtre-Maisonfort († 1558 ; lui-même frère puîné de Joachim de La Châtre-Nançay, et fils cadet de Gabriel de La Châtre de Nançay, † 1538, capitaine des Gardes du corps, Maître d'Hôtel du roi et des Cérémonies de France, prévôt de l'Ordre de St-Michel, gouverneur des Enfants de France, capitaine de la Grosse Tour de Bourges, de Mehun et de Romorantin, fidèle des rois Louis XII et François, marié 1° en 1496 à Marie de St-Amadour) et d'Anne Robertet (1505-1585 ; fille de Florimond Ier d'Alluye au Perche-Gouët et veuve de Claude d'Estampes de La Ferté), élevé comme page d’Anne de Montmorency, il entre dans la compagnie du connétable Anne au poste d'archer dès 1553. L'année suivante, il prend part à la bataille de Renty dans la cornette de son second fils Henri de Montmorency-Damville. En 1556 et 1557, La Châtre accompagne le duc de Guise en  Piémont et en Lombardie, puis participe à la reprise de Calais (1558), dont il rédige une relation.
Engagé dans le camp catholique pendant les guerres de religion, il se distingue à la bataille de Dreux en 1562. Introduit dans le conseil de guerre du roi et créé chevalier de l'ordre de Saint-Michel en 1566, il reçoit le commandement d'une compagnie de cinquante hommes d'armes en 1568 et entre au conseil d'État. Il devient, en 1569, gouverneur du Berry, par échange de sa charge dans le bailliage de Blois avec Gilles de Souvré, marquis de Courtanvaux. Pendant la troisième guerre de Religion, il rejoint l'armée du duc d'Anjou et participe aux batailles de  Jarnac et de La Roche-L'Abeille, puis sauve Bourges d'une surprise protestante venue de Sancerre.
En 1573, La Châtre est chargé de reprendre Sancerre, qui capitule par grande famine après sept mois de siège. Il négocie la capitulation de la ville forte avec les chefs protestants, dont Jean de Léry, pasteur auteur du Voyage fait en la terre du Brésil.
En 1575, il est envoyé à Londres en tant qu'ambassadeur extraordinaire afin de conforter l'entente entre la France et l'Angleterre. Il rejoint par la suite le parti des Malcontents, combat aux côtés du duc d'Alençon, puis l'accompagne dans son expédition aux Pays-Bas en tant que commandant de sa cavalerie légère.
À la mort du duc d'Alençon en 1584, La Châtre se rapproche du duc de Guise et rallie la Ligue en 1585. Le 21 décembre 1585, il est reçu dans l'Ordre du Saint-Esprit. Durant l'automne 1587, il se distingue au cours de la campagne contre les reîtres, participant notamment au combat d'Auneau. En 1588, La Châtre est destitué par Henri III de sa charge de gouverneur du Berry. Après l'assassinat du roi, il refuse d’abord de reconnaître Henri IV et se saisit du Berry pour le parti de la Ligue, tout en faisant partie de l'état-major de l'armée ligueuse commandée par le duc de Parme. En 1593, il est fait maréchal de France par le duc de Mayenne. Il fait finalement sa soumission en 1594, remet au roi les villes d’Orléans et de Bourges, en récompense de quoi il est confirmé dans ses charges de maréchal de France et de gouverneur d'Orléans et de Bourges.
Après la mort d’Henri IV, Louis XIII le fait lieutenant général de l’armée qu’il envoie au siège de Juliers en 1610. Son action contraint l’évêque de Strasbourg à remettre cette ville aux mains de l’Électeur de Brandebourg. En récompense, il tient la fonction de connétable de France au sacre de Louis XIII le 17 octobre 1610, le duc de Montmorency (Henri ci-dessus, † en avril 1614), âgé et malade, ne pouvant se rendre à Reims. 
Claude de La Châtre meurt le 14 décembre 1614 à Genouilly (Cher) et est inhumé en la Sainte-Chapelle de Bourges.
Son fils aîné Louis, baron de Maisonfort, eut la survivance du gouvernement du Berry.

## Fratrie
Claude Ier de La Châtre-La Maisonfort et Anne Robertet eurent d'autres enfants que le maréchal Claude II : 
- Jacques de La Châtre, sire de Sillac, capitaine des Gardes du duc d'Anjou, tué à Mensignac le 25 octobre 1568
- Anne de La Châtre, x 1° François de L'Hôpital de Vitry, † vers 1556 : grands-parents des maréchaux Nicolas (duc de Vitry à Châteauvillain et Arc) et François, et x 2° François de Vieure/de Vièvre de Launay
- Michelle de La Châtre, x 1559 Jean de Menou de Boussay (même famille que les Menou du Mée(z) alliés aux La Châtre de Nançay : cf. les articles Nançay et Genouilly-La Maisonfort)
- Blanche de La Châtre, religieuse
- Jacqueline de La Châtre, x Guillaume Pot de Rhodes de Chemault (1539-1603), Grand-maître des Cérémonies
- Marie de La Châtre, x Guillaume de L'Aubespine de Châteauneuf de Montgauger (1547-1629), fils de Claude II de L'Aubespine.

## Mariage et descendance
Claude II de La Châtre-La Maisonfort épousa en 1564 Jeanne de Chabot dame d'Egreville, fille de Guy Ier, baron de Jarnac, et de Louise de Pisseleu d'Heilly (demi-sœur puînée d'Anne, duchesse d'Etampes ; fille de Guillaume de Pisseleu et de Madeleine de Laval-La Faigne). Le couple eut sept enfants :
- Louis, baron de La Maisonfort († 1630), fait en 1616 Maréchal de France (mais sans les qualités militaires de son père)
- Anne, Abbesse de Faremoutiers, † 1605
- Marie, épousa en 1595 Charles-Guillaume de Balsac seigneur de Marcoussis (Montagu), fils de François de Balsac et Jacqueline/Françoise de Rohan-Gié, et arrière-arrière-petit-fils de Robert de Balzac d'Entragues
- Jeanne, épousa Gilbert Robert de St-Chamant, seigneur de Lignerac
- Marguerite, épousa Henri Ier de Saint-Nectaire, marquis de La Ferté-Senneterre, † 1622 : parents du maréchal Henri II
- Françoise, abbesse de Faremoutiers, † 1643
- Louise, épousa Antoine de La Grange, seigneur d’Arquien, † 1626, frère puîné du maréchal François et grand-père, par un autre mariage, de la reine de Pologne Marie-Casimire-Louise.

## Armoiries
| Figure | Nom du prince et blasonnement |
|        | Armes de la maison de La Châtre De gueules, à la croix ancrée de vair. |
|        | Armes du baron de La Maisonfort Écartelé : aux 1 et 4, de gueules, à la croix ancrée de vair (de La Châtre) ; aux 2 et 3, de gueules, à trois têtes de loup d'argent (Saint-Amadour). |